# Hüttenberg (Ofterschwang)
Hüttenberg (mundartlich: Hitəbeərg, Hiddəbearg) ist ein Gemeindeteil der Gemeinde Ofterschwang im bayerisch-schwäbischen Landkreis Oberallgäu.

## Geographie
Das Dorf liegt circa zwei Kilometer nördlich des Hauptorts Ofterschwang am Fuße des Ofterschwanger Horns.

## Ortsname
Der Ortsname stammt vom Personennamen Hitte und bedeutet (Siedlung an der) Anhöhe des Hitte. Auch eine Abstammung des Ortsnamens vom Wort Hütte könnte möglich sein.

## Geschichte
Hüttenberg wurde erstmals urkundlich im Jahr 1366 erwähnt, als das Hochstift Augsburg Zinsen zu Hittenberg bezog. 1451 wurden sieben rotenfelsische Eigenleut in Hüttenberg gezählt und das Kloster Kempten besaß Lehengüter im Ort. 1777 wurde die Matthäuskapelle erbaut.

## Baudenkmäler
Siehe: Liste der Baudenkmäler in Hüttenberg